# Stanisław Nyczaj
Stanisław Nyczaj (ur. 9 stycznia 1943 w Nowicy pod Kałuszem w województwie stanisławowskim, obecnie Ukraina, zm. 1 kwietnia 2022 w Kielcach) – polski poeta, satyryk, krytyk literacki, edytor, animator życia literackiego. Syn Michała, nauczyciela, i Kazimiery z domu Machnik.

## Życiorys
W wyniku repatriacji 1945/1946 wraz z matką zamieszkał w Opolu, gdzie ukończył Szkołę Muzyczną I st. (7 klas fortepianu), LO im. M. Konopnickiej (1957-1961), filologię polską na WSP im. Powstańców Śląskich (obecnie Uniwersytet Opolski) z tytułem magistra (1961-1966). W okresie studiów był w kręgu przyjaciół Teatru Laboratorium „13 Rzędów” Jerzego Grotowskiego, organizował życie kulturalne, redagował pismo studenckie „Nasze Sprawy” (1964-1965), w którym debiutował jako poeta (1964) i jako krytyk literacki (1965). Był nauczycielem polonistą w szkole średniej (1966-1970), redaktorem w miesięczniku „Opole” (1970), sekretarzem redakcji „Kwartalnika Nauczyciela Opolskiego”, sekretarzem Zarządu Okręgu Ligi Ochrony Przyrody (1970-1972). Przewodził opolskiemu środowisku młodoliterackiemu (1964-1972), będąc przewodniczącym Opolskiego Ośrodka Korespondencyjnego Klubu Młodych Pisarzy, wiceprzewodniczącym  Klubu Literackiego Związku Nauczycielstwa Polskiego, przewodniczący Koła Młodych przy Opolskim Oddziale Związku Literatów Polskich.
W październiku 1972 przeniósł się do Kielc. Pracował w Wydawnictwie i Instytucie Nauk Społecznych Politechniki Świętokrzyskiej 1972-1979 i 1981-1985, prowadząc m.in. seminaria z filozofii i kultury współczesnej, jako redaktor w miesięczniku „Przemiany” (1979-1981, był w kolegium jego Literackiej Biblioteki), Ośrodku Kultury Literackiej (1985-1989), Oddziale Wydawnictwa Łódzkiego i Wydawnictwie „Dom Książki” (1983-1990). Prócz zaangażowania w kilka serii wydawniczych („Bibliotekę Świętokrzyską”, „Bibliotekę Poetycką” Wydawnictwa Łódzkiego), redagował promującą młodych serię „Arkuszy Poetyckich”, almanachy z serii Bazar, Słowo. Prezesował Kielecko-Radomskiemu Nauczycielskiemu Klubowi Literackiemu (1973-1996). Przyjęty do ZLP w 1979, stał się współzałożycielem Kieleckiego Oddziału ZLP (1984). Był jego prezesem (od 1996) i zarazem członkiem Prezydium Zarządu Głównego Związku (od 2000). W latach 1990–1993 współtworzył wraz z radomską pisarką Teresą Opoką Oficynę Wydawniczą „STON”. Od 1994 współdziałał z żoną Ireną (redaktorką graficzną) i synem Pawłem (zajmującym się opracowaniem komputerowym) w Oficynie Wydawniczej „STON 2”, mającej w swym dorobku (m.in. w seriach: „Biblioteka Nauczycielskiego Ruchu Literackiego”, „Biblioteka Satyry”, „Twórczość Młodych”, z kolegium pod przewodnictwem Piotra Kuncewicza, obecnie „Portrety Literackie”) blisko 500 tytułów głównie z zakresu literatury współczesnej, eseistyki, historii. Jego starszy syn Radosław – z pierwszego małżeństwa z poetką Reną Marciniak – kieruje w Warszawie Wydawnictwem i Centrum „Kormoran”.
Poza wspomnianymi oficynami ważną pozycją w dorobku edytorskim Stanisława Nyczaja jest 2-tomowe opracowanie z obszernym komentarzem Utworów poetyckich w ramach Pism Stanisława Piętaka (Ludowa Spółdzielnia Wydawnicza 1986). Od marca 1997 do kwietnia 2003 redagował 8-stronicową część literacką miesięcznika „IKAR”. Od połowy 1997 był redaktorem naczelnym „Świętokrzyskiego Kwartalnika Literackiego” – czasopisma regionalno-ogólnopolskiego. Pełnił funkcję konsultanta literackiego w Krajowym Centrum Kultury PZN, redagując wiele książek indywidualnych i zbiorowych (z serii „Erotyki”, „Jesteśmy”) twórców niewidomych i niedowidzących. Od 2005 był członkiem Stowarzyszenia Kultury Europejskiej (SEC) z siedzibą w Wenecji. Od 2016 był członkiem Słowiańskiej Akademii Literatury i Sztuki z siedzibą w Warnie w Bułgarii.
Stanisław Nyczaj – obok uprawiania twórczości poetyckiej, satyrycznej, eseistycznej – był zamiłowanym organizatorem problemowych sesji literackich, interdyscyplinarnych plenerów literacko-plastycznych skupiających twórców z różnych regionów kraju, spotkań w ramach Świętokrzyskiej Wiosny Literackiej, prezentacji kielczan podczas Warszawskiej Jesieni Poezji, seminariów ogólnopolskich z udziałem pisarzy niewidomych i niedowidzących.
Za twórczość i działalność został nagrodzony m.in. (oprócz nagród przyznanych przez redakcje czasopism za niektóre książki) „Świętokrzyską Premierą Literacką” (za rok 1994), Nagrodą Miasta Kielce (2000) i Prezydenta Kielc I st. (2010), wyróżniony w plebiscycie „Człowiek 25-lecia” organizowanym przez kielecki dziennik Echo Dnia w kategorii Kultura, także ogólnokrajowymi nagrodami Nagroda im. Jarosława Iwaszkiewicza (2008), Nagroda im. Witolda Hulewicza (2010). Ministerstwa Kultury i Dziedzictwa Narodowego (2013), Brązowy Medal „Zasłużony Kulturze Gloria Artis” (2014) oraz Srebrny Medal „Zasłużony Kulturze Gloria Artis” (2020). Z okazji XVII Światowych Dni Poezji UNESCO otrzymał Złoty Pierścień z Orłem od Klubu Literackiego "Nasza Twórczość" Stowarzyszenia Wspólnota Polska w Warszawie (2017). Odznaczony Krzyżem Kawalerskim Orderu Odrodzenia Polski (1998).

## Twórczość
- Przerwany sen (wiersze), grafiki Zdzisława Chudego. Warszawa 1968, Ludowa Spółdzielnia Wydawnicza
- Gry z naturą (wiersze), rysunki Henryka Papierniaka. Kielce 1975, Literacka Biblioteka „Przemian”
- Najcichsza odwaga (wiersze), Warszawa 1977, Iskry
- Głos w dyskusji (wiersze), Łódź 1978, Wydawnictwo Łódzkie
- Tęsknota za nadzieją (wiersze), Łódź 1983, Wydawnictwo Łódzkie
- Puls (poemat dramatyczny), muzyka Mirosława Niziurskiego. Kielce 1988, Ośrodek Kultury Literackiej (wystawiony w ostrowieckim Miejskim Centrum Kultury w reżyserii Elżbiety Baran)
- Wiersze dla ciebie, Kraków 1990, Wydawnictwo Miniatura
- Mała księga przysłów polskich (we własnym wyborze i układzie tematycznym). Radom 1993, 1994 – Oficyna Wydawnicza „STON”, 1996 – Oficyna Wydawnicza „STON I”, ISBN 83-901132-1-X.
- Księga powiedzeń i powiedzonek polskich (we własnym wyborze i układzie tematycznym). Kielce 1994, DCF, ISBN 83-902778-0-8.
- Tęczowy świat (wiersze i baśnie dla dzieci), ilustracje kolegi Zdzisława Chudego, Kajetanów 1994, Bogart, ISBN 83-901990-2-5, wyd. 2 1996, Oficyna Wydawnicza „STON 2”, ISBN 83-86976-04-7.
- Wiersze wybrane (z opiniami krytyków), Łódź 1994, Wydawnictwo Łódzkie, ISBN 83-218-1010-1.
- Żarty na stół. Wiersze biesiadne, fraszki, aforyzmy, groteski liryczne, kolaże Ireny Nyczaj, posłowie Tadeusza Szweja, Kielce 1995, Oficyna Wydawnicza „STON 2”, ISBN 83-904504-3-7.
- Najmniej słów. Aforyzmy na różne tematy, kolaże Ireny Nyczaj, posłowie Joachima Glenska. Kielce 1999, Oficyna Wydawnicza „STON 2”, ISBN 83-86976-93-4.
- Poezie / Poezje (wiersze w j. polskim i czeskim), przekład Libora Martinka, Wilhelma Przeczka, Ericha Sojki, wstęp i nota biograficzna Libora Martinka. Opawa 1999, Open Education & Sciences, ISBN 80-901974-6-9.
- O dzielnym kucyku i wesołych pieskach (opowiadania dla dzieci), ilustracje. Zdzisława Chudego. Kielce 2001, Oficyna Wydawnicza „STON 2”, ISBN 83-7273-051-2.
- Płonący wodospad (wiersze dawne i nowe), kolaże Ireny Nyczaj, posłowie Stefana Melkowskiego. Kielce 2003, Oficyna Wydawnicza „STON 2”, ISBN 83-7273-107-1.
- Album liryki miłosnej z malarstwem Ryszarda Kowala, wstęp Emila Bieli. Kielce 2004, Oficyna Wydawnicza „STON 2”, ISBN 83-7273-128-4.
- Aforyzmy i fraszki. Kielce 2006, Oficyna Wydawnicza „STON 2”, ISBN 83-7273-191-8.
- Metafizyka tworzenia. Na kanwie zwierzeń polskich poetów współczesnych, liczne zdjęcia pisarzy, ich książek i czasopism, fotokopie rękopisów oraz autografów na 2 i 3 stronie okładki. Kielce 2007, Oficyna Wydawnicza „STON 2”, ISBN 978-83-7273-161-6. Stypendium Ministerstwa Kultury i Dziedzictwa Narodowego
- Poezje wybrane (z credo autora), wstęp i nota biobibliograficzna Krystyny Cel. Warszawa 2008, „Biblioteka Poetów” Ludowa Spółdzielnia Wydawnicza, ISBN 978-83-205-4735-1.
- Przedążyć pęd Ziemi (wiersze), malarstwo Uty Przyboś, w suplemencie: wywiad Stanisława Stanika z autorem oraz wywiad autora i Jerzego Wróblewskiego z Jerzym Grotowskim. Kielce 2009, Oficyna Wydawnicza „STON 2”, ISBN 978-83-7273-220-0.
- Wśród pisarzy. Rozmowy i wspomnienia, liczne zdjęcia pisarzy i ich książek, portretowe rysunki, fotokopie rękopisów, na 2 i 3 stronie okładki kolorowe zdjęcia z otwarcia Centrum Edukacyjnego im. Stefana Żeromskiego w Ciekotach. Kielce 2010, Oficyna Wydawnicza „STON 2”, ISBN 978-83-7273-277-4.
- Arcymiara (wiersze), kolaże Ireny Nyczaj, fragmenty opinii krytyków: Harry’ego Dudy, Stanisława Żaka, Zdzisława Łączkowskiego, Jana Adama Borzęckiego, Libora Martinka, Štěpána Vlašína, Jana Zdzisława Brudnickiego, Janusza Detki, Jerzego Korey-Krzeczowskiego, Krystyny Cel, Stefana Melkowskiego, Marka Wawrzkiewicza, Emila Bieli, Andrzeja Gnarowskiego, Stefana Jurkowskiego, Alicji Patey-Grabowskiej, Kielce 2014, Oficyna Wydawnicza „STON 2”, ISBN 978-83-7273-833-2.
- Pojedynek z losem (wiersze), kolaże Ireny Nyczaj, Kielce 2015, Oficyna Wydawnicza „STON 2”, ISBN 978-83-7273-811-0.
- Żarliwy niepokój, Wiersze wybrane / Пламенно безпокойство, Избрани стихотворения (wiersze w j. polskim i bułgarskim), przekład Łyczezara Seliaszki, Kielce 2015, Oficyna Wydawnicza „STON 2”, ISBN 978-83-7273-827-1.
- Żarliwy niepokój, Wiersze wybrane / Impassioned Anxiety, Selected Poems (wiersze w j. polskim i angielskim), przekład Elżbiety Kwasowskiej-Jachimowskiej, Kielce 2015, Oficyna Wydawnicza „STON 2”, ISBN 978-83-7273-828-8.
- Wśród pisarzy 2, liczne zdjęcia pisarzy i ich książek, portretowe rysunki, fotokopie rękopisów, Kielce 2017, Oficyna Wydawnicza „STON 2”, ISBN 978-83-7273-892-9.
- Taniec z Pamięcią. Wokół opolskich lat Jerzego Grotowskiego, liczne zdjęcia, Kielce 2018, Oficyna Wydawnicza „STON 2”, ISBN 978-83-7273-919-3. Stypendium ZAiKS.
- Czasochłon, kolaże Ireny Nyczaj, Kielce 2019, Oficyna Wydawnicza „STON 2”, ISBN 978-83-7273-973-5.
- Złowieszcze gry z naturą, kolaże Ireny Nyczaj, Kielce 2020, Oficyna Wydawnicza „STON 2”, ISBN 978-83-7273-979-7.
- Złowieszcze gry z naturą, Wydanie drugie poszerzone. kolaże Ireny Nyczaj, Kielce 2021, Oficyna Wydawnicza „STON 2”, ISBN 978-83-7273-999-5.
- Morze w poezji i malarstwie. Malarstwo Marii Wollenberg-Kluzy, Kielce 2021, Oficyna Wydawnicza „STON 2”, ISBN 978-83-7273-997-1.
- Aforeski, Kielce 2021, Oficyna Wydawnicza „STON 2”, ISBN 978-83-7273-603-1.
- Covidiada, Kielce 2021, Oficyna Wydawnicza „STON 2”, ISBN 978-83-7273-607-9.
- Wśród przyjaciół literatów, Kielce 2022, Oficyna Wydawnicza „STON 2”, ISBN 978-83-7273-621-5.
- Areny poetyckich zmagań, Kielce 2022, Oficyna Wydawnicza „STON 2”, ISBN 978-83-7273-615-4.

### Publikacje

#### Antologie i almanachy
- W zawikłanym krajobrazie świata. Laureaci „Świętokrzyskiej Premiery Literackiej” 1993–1995 w wyborze i z komentarzem Stanisława Żaka, Kielce 1997, ISBN 978-83-86011-08-7
- Aforyzmy kulinarne i biesiadne w wyborze Joachima Glenska, seria „Biblioteka Satyry”, Kielce 1997, Oficyna Wydawnicza „STON 2”, ISBN 978-83-904504-8-3.
- Zjawa realna. Antologia poezji lat sześćdziesiątych w wyborze Jerzego Koperskiego, Warszawa 1999, Spółdzielnia Wydawnicza Anagram, ISBN 978-83-86086-14-6.
- Współcześni pisarze Kielecczyzny, Kielce 2000, Oficyna Wydawnicza „STON 2”, Związek Literatów Polskich. Oddział w Kielcach, ISBN 978-83-911197-1-6.
- Aforyzmy polskie w wyborze Danuty i Włodzimierza Masłowskich, Kęty 2001, Wydawnictwo Antyk, ISBN 83-88524-17-8.
- Poezja polska – antologia tysiąclecia pod redakcją Aleksandra Nawrockiego, Warszawa 2002, Wydawnictwo Książkowe IBIS, ISBN 978-83-86236-71-8.
- Księga aforystyki polskiej XXI wieku w wyborze Danuty i Włodzimierza Masłowskich, Katowice 2002, Videograf II (obecnie Wydawnictwa Videograf S.A.), ISBN 83-7183-241-9.
- Antologia utworów współczesnych pisarzy regionu świętokrzyskiego – Anthology of Literary Works by Contemporary Writers of The Świętokrzyski Region: wydanie polsko-angielskie, „Świętokrzyski Kwartalnik Literacki” nr 1-2, Kielce 2003, Związek Literatów Polskich. Oddział w Kielcach.
- Z fraszką przez stulecia (XV–XX wiek) w wyborze Józefa Bułatowicza, Kęty 2005, Wydawnictwo Antyk, ISBN 83-89637-10-3.
- Antologia Poetów Polskich 2016, Warszawa 2016, Wydawnictwo Pisarze.pl, ISBN 978-83-63143-43-5.
- Antologia Poetów Polskich 2017, Warszawa 2017, Wydawnictwo Pisarze.pl, ISBN 978-83-63143-62-6.
- Antologia Poetów Polskich 2018, Warszawa 2019, Wydawnictwo Pisarze.pl, ISBN 978-83-63143-61-9.

#### Antologie dwujęzyczne
- Из века в век. Польская Поэзия / Od wieku do wieku. Poezja polska, antologia współczesnych polskich poetów drugiej połowy XX – początku XXI w., Moskwa 2011, ISBN 978-5-905185-03-8.
- Mosty: Antologia. Poeci polscy, Poeci greccy / Γέφυρες: Ανθολογία. Έλληνες ποιητές, Πολωνοί χοιητίς, Warszawa – Ateny 2016, Wydawnictwo Książkowe IBIS, ISBN 978-83-7358-173-9.
- Mosty: Antologia. Poeci polscy, Poeci włoscy / I Ponti: Antologia. Poeti italiani, Poeti polacchi, Warszawa – Bari 2016, Wydawnictwo Książkowe IBIS, ISBN 978-83-7358-178-4.
- Mosty: Antologia. Poeci z Polski, UK, USA, Wilna / Bridges: Anthology. Poets from: UK, USA, Vilnius, Poland, Warszawa 2017, Wydawnictwo Książkowe IBIS, ISBN 978-83-7358-191-3.

## Ważniejsze rozmowy ze Stanisławem Nyczajem
- Tadeusz Olszewski Uparcie szukał własnej drogi dla miesięcznika „Okolice” 1987, nr 5.
- Leszek Żuliński Impuls nie powinien przejść mimo do książki tegoż Między wierszami. Rozmowy o życiu i literaturze, Kielce 1997. Oficyna Wydawnicza „STON 2”, ISBN 978-83-86976-22-5.
- Stanisław Stanik Być w literackim krwiobiegu dla Kwartalnika Kulturalnego „Sekrety ŻARu” 2008, nr 2, przedruk poprawiony i uzupełniony w tomie poety Przedążyć pęd Ziemi, Kielce 2009.

## Ważniejsze opracowania o twórczości Stanisława Nyczaja
- Lesław Bartelski, Polscy pisarze współcześni 1939-1991. Leksykon, Warszawa 1995, Wydawnictwo Naukowe PWN, ISBN 83-01-11593-9, s. 294.
- Współcześni polscy pisarze i badacze literatury. Słownik biobibliograficzny, tom 6 (Warszawa 1999, ISBN 83-02-05444-5, s. 114-116) i tom 10 (Warszawa 2007, ISBN 978-83-89348-94-4, s. 642-643), Wydawnictwa Szkolne i Pedagogiczne.
- Bogumiła Truchlińska, „Na przekór wątpiącemu sobie” (O poezji Stanisława Nyczaja) w: Słowo. II almanach literacki, Łódź 1987, przedruk w tejże Między afirmacją a sceptycyzmem, Kielce 1995, ISBN 83-902638-3-1, s. 40-53.
- Harry Duda, Stanisław Nyczaj w: Pisarze regionu świętokrzyskiego, tom 4, Kielce 1995, ISBN 83-86006-35-8, s. 129-161.
- Krystyna Cel, Stanisław Nyczaj, seria „Sylwetki Współczesnych Pisarzy”, Agencja Wydawnicza Gens, Kielce 1999, ISBN 83-86285-59-1, s. 96 (w tym liczne zdjęcia z życia i działalności literackiej); Wspomnieniem przywołani, Hamletowskie reminiscencje Stanisława Nyczaja; Ironia, kpina, żart w Nyczajowym wydaniu w książce Krystyny Cel Między dawnymi i młodszymi laty, Związek Literatów Polskich. Oddział w Kielcach, Oficyna Wydawnicza „STON 2”, Kielce 2011, ISBN 978-83-7273-374-0, s. 23-25, 33-38.
- Stefan Melkowski, Pomiędzy. O poezji Stanisława Nyczaja w: „Świętokrzyski Kwartalnik Literacki” 2002, nr 3-4, ISSN 1429-849X, przedruk w tomie poety Płonący wodospad jako posłowie, Kielce 2003, s. 90-153.
- Leszek Żuliński, Tajemnice wiersza, „Autograf” 2008, nr 6, s. 39.
- Jerzy Korey-Krzeczowski, „Bym więcej nie garnął się do światła na oślep”. Stanisława Nyczaja gry nie tylko z naturą, w tegoż Powracam tutaj z własnej woli, Rzeszów 2006, ISBN 978-83-920820-4-0, s. 64-78.
- Krystyna Cel, Portret literacki Stanisława Nyczaja, Kielce 2018, Oficyna Wydawnicza „STON 2”, ISBN 978-83-7273-934-6.